# Ihar Boki
Ihar Aleksandravitch Boki (en biélorusse : Ігар Аляксандравіч Бокій), né le 28 juin 1994 à Babrouïsk, est un nageur handisport biélorusse déficient visuel. Il mesure 1,90m.
Il domine très largement sa catégorie (S13) dans les années 2010-2020 totalisant aux Jeux paralympiques vingt et un titres (cinq à Londres en 2012, six à Rio en 2016, cinq à Tokyo en 2021, cinq à Paris en 2024) avec plusieurs records du monde.
Il est nommé deux fois nageur handisport de l'année en 2015 et 2018.

## Carrière sportive
A Tokyo, BOKI a gagné 5 médailles d'or, éclaboussant les bassins de son talent, en terminant 7ème au 100m brasse, sa nage la plus faible, derrière l'allemand Taliso Engel, un Américain et un Kazakh.
Ihor BOKI a gagné cinq nouvelles médailles d'or aux Jeux Paralympiques de Paris en catégorie SM13 (déficients visuels), à la piscine de La Défense Arena, notamment au détriment d'Alex Portal, champion français et quatre fois médaille d'argent et médaillé de bronze sur les mêmes courses ː 100 m papillon, 100 m dos, 400 m nage libre, 200 m 4 nages.
Après qu'il a gagné le titre du 50 m nage libre en catégorie S13, Ihor BOKI (Biélorusse, courant sous la bannière neutre) s'est retrouvé seul sur le podium, déserté par les athlètes ukrainiens, refusant de poser avec lui (guerre et invasion de l'Ukraine, depuis le 24 février 2022 de la Russie avec l'appui du dictateur Biélorusse Loukachenko).